# Наукові записки Вінницького державного педагогічного університету імені Михайла Коцюбинського
Наукові записки Вінницького державного педагогічного університету імені Михайла Коцюбинського — науковий журнал ВДПУ ім. Коцюбинського.

## Історія та зміст серій

### «Історія»
Серія «Історія» виходить з 1999 року 4 рази на рік, матеріали вміщує українською, англійською і (до 2022) російською мовами, тираж 300 примірників. 
Висвітлює актуальні проблеми історії України, всесвітньої історії, історія краєзнавства, етнології, історіографії, джерелознавства, теорії та методології історії; вміщує рецензії на монографії в галузі історичних наук. 
Основні рубрики: «Історія України», «Історія Поділля», «Всесвітня історія», «Історіографія, джерелознавство та методологія», «Рецензії».
Головний редактор — Мельничук О. (з 2014 року).

### «Педагогіка і психологія»
Серія «Педагогіка і психологія» виходить з 1999 року 4 рази на рік, матеріали вміщує українською, польською, англійською і (до 2022) російською мовами, тираж 100 примірників. 
Висвітлює актуальні проблеми вітчизняної та зарубіжої педагогіки та психології, зокрема питання дидактики, теорії і методики виховання, професійної освіти, соціальної і порівняльної педагогіки, історії педагогіки, педагогічної психології. 
Основні рубрики: «Філософія освіти», «Дидактика», «Теорія виховання», «Професійна освіта», «Історія педагогіки», «Психологія».
Головний редактор — Фрицюк В. (з 2019 року).

### «Філологія» (мовознавство)
Серія «Філологія» (мовознавство) виходить від 1999 двічі на рік, матеріали вміщує українською, англійською і (до 2022) російською мовами, тираж 100 примірників.
Висвітлює проблеми сучасної лінгвістичної науки, розглядає актуальні питання теорії комунікації, теорії та практики перекладу; публікує результати дисертаційних робіт. 
Основні рубрики: «Функційна семантика лексичних одиниць», «Теорія номінації», «Когнітивні та комунікативно-прагматичні аспекти лінгвістики», «Лінгвістика тексту», «Стилістичні та контекстуальні вияви лексичних і граматичних одиниць», «Мова сучасних ЗМІ», «Проблеми діалектології та ономастики», «Актуальні питання зіставної лінгвістики», «Перекладознавство та міжкультурна комунікація».
Головний редактор — Завальнюк І. (з 2017 року).

### «Географія»
Серія «Географія» виходить від 2001 року 4 рази на рік, матеріали вміщує українською, польською, англійською і (до 2022) російською мовами, тираж 100 примірників. 
Висвітлює результати природничих досліджень; прикладні питання географії; особливості натуральних і антропогенних ландшафтів, їх розвиток, структуру і функціонування; географічні аспекти окремих регіонів України; проблеми охорони довкілля.
Основні рубрики: «Дослідження натуральних ландшафтів», «Дослідження антропогенних ландшафтів», «Природничо- і суспільно-географічні дослідження», «Наукові рецензії і повідомлення», «Пам'ятні дати».
Головний редактор — Денисик Г. (з 2001 року).